# Њиско
Њиско (пољ. Nisko) град је у Пољској у Војводству поткарпатском. По подацима из 2012. године број становника у месту је био 15 479.

## Становништво
| 2012.  |
| ------ |
| 15 479 |

## Партнерски градови
- Хеклинген